# MTV Video Music Award – efekty specjalne
Poniższa lista przedstawia kolejnych zwycięzców nagrody MTV Video Music Awards w kategorii Best Special Effects.
| Rok  | Wykonawca                                             | Piosenka                        |
| ---- | ----------------------------------------------------- | ------------------------------- |
| 1984 | Herbie Hancock                                        | Rockit                          |
| 1985 | Tom Petty and the Heartbreakers                       | Don't Come Around Here No More  |
| 1986 | a-Ha                                                  | Take On Me                      |
| 1987 | Peter Gabriel                                         | Sledgehammer                    |
| 1988 | Squeeze                                               | Hourglass                       |
| 1989 | Michael Jackson                                       | Leave Me Alone                  |
| 1990 | Tears for Fears                                       | Sowing the Seeds of Love        |
| 1991 | Faith No More                                         | Falling to Pieces               |
| 1992 | U2                                                    | Even Better Than the Real Thing |
| 1993 | Peter Gabriel                                         | Steam                           |
| 1994 | Peter Gabriel                                         | Kiss That Frog                  |
| 1995 | The Rolling Stones                                    | Love Is Strong                  |
| 1996 | Smashing Pumpkins                                     | Tonight, Tonight                |
| 1997 | Jamiroquai                                            | Virtual Insanity                |
| 1998 | Madonna                                               | Frozen                          |
| 1999 | Garbage                                               | Special                         |
| 2000 | Björk                                                 | All Is Full of Love             |
| 2001 | Robbie Williams                                       | Rock DJ                         |
| 2002 | The White Stripes                                     | Fell In Love With a Girl        |
| 2003 | Queens of the Stone Age                               | Go With the Flow                |
| 2004 | OutKast                                               | Hey Ya!                         |
| 2005 | Gorillaz                                              | Feel Good Inc.                  |
| 2006 | Missy Elliott                                         | We Run This                     |
| 2007 | brak                                                  | brak                            |
| 2008 | Kanye West ft. T-Pain                                 | Good Life                       |
| 2009 | Lady Gaga                                             | Paparazzi                       |
| 2010 | Muse                                                  | Uprising                        |
| 2011 | Katy Perry ft. Kanye West                             | E.T.                            |
| 2012 | Skrillex                                              | First of the Year (Equinox)     |
| 2013 | Capital Cities                                        | Safe and Sound                  |
| 2014 | OK Go                                                 | The Writing's on the Wall       |
| 2015 | Skrillex i Diplo (feat. Justin Bieber)                | Where Are U Now                 |
| 2016 | Coldplay                                              | Up&Up                           |
| 2017 | Kendrick Lamar                                        | HUMBLE.                         |
| 2018 | Kendrick Lamar feat. SZA                              | All the Stars                   |
| 2019 | Taylor Swift feat. Brendon Urie z Panic! at the Disco | Me!                             |
| 2020 | Dua Lipa                                              | Physical                        |
| 2021 | Lil Nas X                                             | Montero (Call Me By Your Name)  |
| 2022 | Lil Nas X, Jack Harlow                                | Industry Baby                   |